# Bahnstrecke Fegen–Ätran
| Streckenlänge: | 6 km                 |                                         |                                         |
| Spurweite: | 1435 mm (Normalspur) |                                         |                                         |
| Maximale Neigung: | 16,67 ‰              |                                         |                                         |
| Minimaler Radius: | 350 m                |                                         |                                         |
| Streckengeschwindigkeit: | 27 km/h              |                                         |                                         |
| |                      |                                         |                                         |
| \| \| \| Bahnstrecke Kinnared–Fegen von Kinnared \| \| \| \| 0,0 \| Fegen \| Fegen \| \| \| 5,4 \| Ätrans bobinfabrik \| Ätrans bobinfabrik \| \| \| 5,7 \| Ådalen lp \| Ådalen lp \| \| \| 6,0 \| Ätran \| Ätran \| \| \| \| Bahnstrecke Varberg–Ätran nach Varberg \| \| |                      |                                         |                                         |
| Strecke (außer Betrieb) |                      | Bahnstrecke Kinnared–Fegen von Kinnared | Bahnstrecke Kinnared–Fegen von Kinnared |
| Bahnhof (Strecke außer Betrieb) | 0,0                  | Fegen                                   | Fegen                                   |
| Haltepunkt / Haltestelle (Strecke außer Betrieb) | 5,4                  | Ätrans bobinfabrik                      | Ätrans bobinfabrik                      |
| Haltepunkt / Haltestelle (Strecke außer Betrieb) | 5,7                  | Ådalen lp                               | Ådalen lp                               |
| Bahnhof (Strecke außer Betrieb) | 6,0                  | Ätran                                   | Ätran                                   |
| Strecke (außer Betrieb) |                      | Bahnstrecke Varberg–Ätran nach Varberg  | Bahnstrecke Varberg–Ätran nach Varberg  |

Die Bahnstrecke Fegen–Ätran (Fegen–Ätrans Järnväg) war eine sechs Kilometer lange normalspurige Bahnstrecke in Schweden.

## Geschichte
Für die Eisenbahnstrecke wurde am 21. November 1884 von dem Fabrikanten Wilhelm Wallberg eine Konzession beantragt. Er baute die Strecke zwischen den Bahnhöfen Fegen und Ätran in Eigenregie. Die Strecke wurde am 18. März 1887 für den allgemeinen Verkehr eröffnet. Die Betriebsführung übernahm die Halmstad–Nässjö Järnvägsaktiebolag (HNJ).
Es wurden Schienen mit einem Metergewicht von 22,5 kg/m verwendet. Die größte Steigung betrug 16,67 Promille, der geringste Krümmungsradius auf dem Hauptgleis betrug 350 Meter und es durfte mit einer Höchstgeschwindigkeit von 27 km/h gefahren werden.
Am 1. Juli 1890 wurde die Fegen–Ätrans Järnväg (FAJ) für 70.000 Kronen von der Halmstad–Nässjö Järnvägar (HNJ) gekauft. Die Konzession wurde am 23. Juli 1891 übertragen. Aus dem Endbahnhof Ätran wurde mit der Eröffnung der Bahnstrecke Varberg–Ätran durch die Varberg–Ätrans Järnvägsaktiebolag (WbÄJ) am 22. Juli 1911 ein Durchgangsbahnhof.
Im Rahmen der allgemeinen Eisenbahnverstaatlichung ging die HJN und damit diese Strecke am 1. Juli 1945 in Staatsbesitz über, die Betriebsführung übernahmen Statens Järnvägar.
Der Gesamtverkehr wurde am 1. Februar 1961 eingestellt.